# Художня біографія
Художня біографія — це специфічне міжродове жанрове утворення. Однією з найважливіших її жанрових рис є творче змалюння життєвого шляху конкретно-історичної особи, реалізоване на основі справжніх документів і подій свого часу з глибоким зануренням письменника в її духовність і внутрішній світ, соціальну та психологічну природу історичних діянь.
Такий творчий підхід до документально-біографічної оповіді може й повинен здійснюватися в органічній єдності принципів наукового дослідження й художнього домислу, виходячи з об'єктивної логіки досліджених фактів і подій біографії героя. Реалізується художня біографія в найрізноманітніших жанрах: від оповідання до роману.
Класиками документально-біографічної прози (художньої біографії) стали А. Моруа , І. Стоун, Р. Роллан , С. Цвейг , Б. Франк, Е. Людвіг, Д. Ліндсей, Ю. Тинянов, Б. Окуджава. В українській літературі помітне місце посідають художні біографії Шевченка («Петербурзька осінь» О. Є. Ільченка, «Тарасові шляхи» О. Д. Іваненко, «В степу безкраїм за Уралом» 3. П. Тулуб, «Син волі» В. Шевчука), Марка Вовчка («Марія» О. Д. Іваненко), Лесі Українки («Дочка Прометея» Μ. Я. Олійника), П. Тичини («Кларнети ніжності» П. А. Загребельного).